# Invertasi
L'invertasi o saccarasi è un enzima esocellulare che, attraverso la reazione di idrolisi, scompone il saccarosio in glucosio e fruttosio. I microrganismi che lo producono sono lieviti, soprattutto Saccharomyces cerevisiae, il processo di produzione dell'enzima avviene a pH 6 e temperatura ottimale dai 35 ai 40 °C.

## Utilizzi
Esso viene utilizzato prevalentemente per convertire il saccarosio da barbabietola o canna da zucchero in miscele contenenti fruttosio e glucosio, lo zucchero invertito, utilizzabili per creare sciroppi o nella preparazione di dolci lievitanti.